# Mischocyttarus mocsaryi
Mischocyttarus mocsaryi är en getingart som först beskrevs av Adolpho Ducke 1909.  Mischocyttarus mocsaryi ingår i släktet Mischocyttarus och familjen getingar. Inga underarter finns listade i Catalogue of Life.